# Olympische Sommerspiele 2012/Badminton (Damendoppel)
Folgend die Gruppen- und Endrundenspielpläne des Damendoppels im Badminton bei den Olympischen Sommerspielen 2012, für welche die Auslosung am 23. Juli 2012 erfolgte.

## Setzliste
| Nr. | Spieler                      | Erreichte Runde |
| --- | ---------------------------- | --------------- |
| 01. | Wang Xiaoli / Yu Yang        | disqualifiziert |
| 02. | Tian Qing / Zhao Yunlei      | Gold            |
| 03. | Ha Jung-eun / Kim Min-jung   | disqualifiziert |
| 04. | Mizuki Fujii / Reika Kakiiwa | Silber          |

## Resultate

### Gruppenphase

#### Gruppe A
| Team                             | Spiele | gew. | verl. | Sätze gew. | Sätze verl. | Punkte |
| -------------------------------- | ------ | ---- | ----- | ---------- | ----------- | ------ |
| Walerija Sorokina / Nina Wislowa | 3      | 1 3  | 2 0   | 2 6        | 4 0         | 1 3    |
| Alex Bruce / Michelle Li         | 3      | 0 2  | 3 1   | 0 4        | 6 2         | 0 2    |
| Wang Xiaoli / Yu Yang            | 3      | 2 0  | 1 3   | 4 0        | 2 6         | DSQ    |
| Jung Kyung-eun / Kim Ha-na       | 3      | 3 0  | 0 3   | 6 0        | 0 6         | DSQ    |

| Team 1                           | Ergebnis              | Team 2                           |
| 28. Juli 19:05                   | 28. Juli 19:05        | 28. Juli 19:05                   |
| -------------------------------- | --------------------- | -------------------------------- |
| Wang Xiaoli / Yu Yang            | 21–11, 21–7 0-21 0-21 | Alexandra Bruce / Michelle Li    |
| 29. Juli 9:40                    |                       |                                  |
| Jung Kyung-eun / Kim Ha-na       | 21–5 21–11 0-21 0-21  | Alexandra Bruce / Michelle Li    |
| 29. Juli 18:30                   |                       |                                  |
| Wang Xiaoli / Yu Yang            | 21–6 21–9 0-21 0-21   | Walerija Sorokina / Nina Wislowa |
| 30. Juli 9:40                    |                       |                                  |
| Jung Kyung-eun / Kim Ha-na       | 23–21 21–18 0-21 0-21 | Walerija Sorokina / Nina Wislowa |
| 31. Juli 08:30                   |                       |                                  |
| Walerija Sorokina / Nina Wislowa | 21–8 21–10            | Alexandra Bruce / Michelle Li    |
| 31. Juli 19:07                   |                       |                                  |
| Wang Xiaoli / Yu Yang            | 14–21 11–21 DSQ       | Jung Kyung-eun / Kim Ha-na       |

#### Gruppe B
| Team                            | Spiele | gew. | verl. | Sätze gew. | Sätze verl. | Punkte |
| ------------------------------- | ------ | ---- | ----- | ---------- | ----------- | ------ |
| Cheng Wen-hsing / Chien Yu-chin | 3      | 2    | 1     | 5          | 3           | 2      |
| Mizuki Fujii / Reika Kakiiwa    | 3      | 2    | 1     | 4          | 3           | 2      |
| Jwala Gutta / Ashwini Ponnappa  | 3      | 2    | 1     | 4          | 3           | 2      |
| Shinta Mulia Sari / Yao Lei     | 3      | 0    | 3     | 2          | 6           | 0      |

| Team 1                          | Ergebnis          | Team 2                          |
| 28. Juli 15:20                  | 28. Juli 15:20    | 28. Juli 15:20                  |
| ------------------------------- | ----------------- | ------------------------------- |
| Mizuki Fujii / Reika Kakiiwa    | 21-16 21-18       | Jwala Gutta / Ashwini Ponnappa  |
| 28. Juli 20:15                  |                   |                                 |
| Cheng Wen-hsing / Chien Yu-chin | 18-21 -15 21-15   | Shinta Mulia Sari / Yao Lei     |
| 28. Juli 14:17                  |                   |                                 |
| Mizuki Fujii / Reika Kakiiwa    | 16-21 -10 21-19   | Shinta Mulia Sari / Yao Lei     |
| 30. Juli 19:05                  |                   |                                 |
| Cheng Wen-hsing / Chien Yu-chin | 23-25 21-16 18-21 | Jwala Gutta / Ashwini Ponnappa  |
| 31. Juli 13:09                  |                   |                                 |
| Mizuki Fujii / Reika Kakiiwa    | 19-21 11-21       | Cheng Wen-hsing / Chien Yu-chin |
| 31. Juli 18:30                  |                   |                                 |
| Shinta Mulia Sari / Yao Lei     | 16-21 15-21       | Jwala Gutta / Ashwini Ponnappa  |

#### Gruppe C
| Team                              | Spiele | gew. | verl. | Sätze gew. | Sätze verl. | Punkte |
| --------------------------------- | ------ | ---- | ----- | ---------- | ----------- | ------ |
| Leanne Choo / Renuga Veeran       | 3      | 1 3  | 2 0   | 3 6        | 4 0         | 1 3    |
| Michelle Edwards / Annari Viljoen | 3      | 0 2  | 3 1   | 0 4        | 6 2         | 0 2    |
| Ha Jung-eun / Kim Min-jung        | 3      | 3 0  | 0 3   | 6 0        | 1 6         | DSQ    |
| Meiliana Jauhari / Greysia Polii  | 3      | 2 0  | 1 6   | 5 0        | 3 6         | DSQ    |

| Team 1                           | Ergebnis                   | Team 2                            |
| 28. Juli 14:17                   | 28. Juli 14:17             | 28. Juli 14:17                    |
| -------------------------------- | -------------------------- | --------------------------------- |
| Ha Jung-eun / Kim Min-jung       | 21–8 21–7 0-21 0-21        | Michelle Edwards / Annari Viljoen |
| 28. Juli 19:42                   |                            |                                   |
| Meiliana Jauhari / Greysia Polii | 21–11 20–22 21–7 0-21 0–21 | Leanne Choo / Renuga Veeran       |
| 29. Juli 20:52                   |                            |                                   |
| Leanne Choo / Renuga Veeran      | 21–9 21–7                  | Michelle Edwards / Annari Viljoen |
| 30. Juli 15:20                   |                            |                                   |
| Meiliana Jauhari / Greysia Polii | 21–18 21–10 0-21 0-21      | Michelle Edwards / Annari Viljoen |
| 30. Juli 19:09                   |                            |                                   |
| Ha Jung-eun / Kim Min-jung       | 21–7 21–19 0-21 0-21       | Leanne Choo / Renuga Veeran       |
| 31. Juli 20:19                   |                            |                                   |
| Ha Jung-eun / Kim Min-jung       | 21–7 21–19 DSQ             | Meiliana Jauhari / Greysia Polii  |

#### Gruppe D
| Team                                      | Spiele | gew. | verl. | Sätze gew. | Sätze verl. | Punkte |
| ----------------------------------------- | ------ | ---- | ----- | ---------- | ----------- | ------ |
| Christinna Pedersen / Kamilla Rytter Juhl | 3      | 2    | 1     | 5          | 3           | 2      |
| Tian Qing / Zhao Yunlei                   | 3      | 2    | 1     | 4          | 2           | 2      |
| Miyuki Maeda / Satoko Suetsuna            | 3      | 2    | 1     | 4          | 3           | 2      |
| Poon Lok Yan / Tse Ying Suet              | 3      | 0    | 3     | 1          | 6           | 0      |

| Team 1                                    | Ergebnis          | Team 2                                    |
| 28. Juli 09:07                            | 28. Juli 09:07    | 28. Juli 09:07                            |
| ----------------------------------------- | ----------------- | ----------------------------------------- |
| Christinna Pedersen / Kamilla Rytter Juhl | 21-18 14-21 17-21 | Miyuki Maeda / Satoko Suetsuna            |
| 28. Juli 09:44                            |                   |                                           |
| Tian Qing / Zhao Yunlei                   | 21-11 21-12       | Poon Lok Yan / Tse Ying Suet              |
| 29. Juli 19:42                            |                   |                                           |
| Christinna Pedersen / Kamilla Rytter Juhl | 21-13 14-21 -18   | Poon Lok Yan / Tse Ying Suet              |
| 30. Juli 09:44                            |                   |                                           |
| Tian Qing / Zhao Yunlei                   | 21-16 21-17       | Miyuki Maeda / Satoko Suetsuna            |
| 31. Juli 09:40                            |                   |                                           |
| Tian Qing / Zhao Yunlei                   | 20-22 12-21       | Christinna Pedersen / Kamilla Rytter Juhl |
| 31. Juli 14:15                            |                   |                                           |
| Miyuki Maeda / Satoko Suetsuna            | 21-15 21-19       | Poon Lok Yan / Tse Ying Suet              |

### Finalrunde
|  | Viertelfinale | Viertelfinale                           | Viertelfinale              | Viertelfinale | Viertelfinale |                               |                                | Halbfinale             | Halbfinale       | Halbfinale       | Halbfinale       | Halbfinale       |                  |    | Finale                | Finale                         | Finale | Finale | Finale |
|  |               |                                         |                            |               |               |                               |                                |                        |                  |                  |                  |                  |                  |    |                       |                                |        |        |        |
|  | A1            | Walerija Sorokina Nina Wislowa          | 21                         | 21            |               |                               |                                |                        |                  |                  |                  |                  |                  |    |                       |                                |        |        |        |
|  | C2            | Michelle Edwards Annari Viljoen         | 9                          | 7             |               |                               |                                |                        |                  |                  |                  |                  |                  |    |                       |                                |        |        |        |
|  | C2            | Michelle Edwards Annari Viljoen         | 9                          | 7             |               | A1                            | Walerija Sorokina Nina Wislowa | 19                     | 6                |                  |                  |                  |                  |    |                       |                                |        |        |        |
|  |               |                                         |                            |               |               | A1                            | Walerija Sorokina Nina Wislowa | 19                     | 6                |                  |                  |                  |                  |    |                       |                                |        |        |        |
|  |               | D2                                      | Tian Qing Zhao Yunlei      | 21            | 21            |                               |                                |                        |                  |                  |                  |                  |                  |    |                       |                                |        |        |        |
|  | B1            | D2                                      | Tian Qing Zhao Yunlei      | 21            | 21            | Cheng Wen-hsing Chien Yu-chin | 10                             | 14                     |                  |                  |                  |                  |                  |    |                       |                                |        |        |        |
|  | B1            |                                         |                            |               |               |                               |                                | 14                     |                  |                  |                  |                  |                  |    |                       |                                |        |        |        |
|  | D2            | Tian Qing Zhao Yunlei                   | 21                         | 21            |               |                               |                                |                        |                  |                  |                  |                  |                  |    |                       |                                |        |        |        |
|  |               |                                         |                            |               |               |                               |                                |                        |                  |                  |                  |                  |                  | D2 | Tian Qing Zhao Yunlei | 21                             | 25     |        |        |
|  |               | B2                                      | Mizuki Fujii Reika Kakiiwa | 10            | 23            |                               |                                |                        |                  |                  |                  |                  |                  |    |                       |                                |        |        |        |
|  | A2            | Alex Bruce Michelle Li                  | 21                         | 18            | 21            |                               |                                |                        |                  |                  |                  |                  |                  |    |                       |                                |        |        |        |
|  | C1            | Leanne Choo Renuga Veeran               | 9                          | 21            | 18            |                               |                                |                        |                  |                  |                  |                  |                  |    |                       |                                |        |        |        |
|  | C1            | Leanne Choo Renuga Veeran               | 9                          | 21            | 18            |                               | A2                             | Alex Bruce Michelle Li | 12               | 21               | 13               |                  |                  |    |                       |                                |        |        |        |
|  |               |                                         |                            |               |               |                               | A2                             | Alex Bruce Michelle Li | 12               | 21               | 13               |                  |                  |    |                       |                                |        |        |        |
|  |               | B2                                      | Mizuki Fujii Reika Kakiiwa | 21            | 19            | 21                            |                                |                        | Spiel um Platz 3 | Spiel um Platz 3 | Spiel um Platz 3 | Spiel um Platz 3 | Spiel um Platz 3 |    |                       |                                |        |        |        |
|  | B2            | B2                                      | Mizuki Fujii Reika Kakiiwa | 21            | 19            | 21                            | Mizuki Fujii Reika Kakiiwa     | 22                     | Spiel um Platz 3 | Spiel um Platz 3 | Spiel um Platz 3 | Spiel um Platz 3 | Spiel um Platz 3 | 21 |                       |                                |        |        |        |
|  | B2            |                                         |                            |               |               |                               |                                |                        |                  |                  |                  |                  |                  |    |                       |                                |        |        |        |
|  | D1            | Christinna Pedersen Kamilla Rytter Juhl | 20                         | 10            |               |                               |                                |                        |                  |                  |                  |                  |                  |    | A1                    | Walerija Sorokina Nina Wislowa | 21     | 21     |        |
|  |               |                                         |                            |               |               |                               |                                |                        |                  |                  |                  |                  |                  |    | A2                    | Alex Bruce Michelle Li         | 9      | 10     |        |